# Merlín (banda)
Merlín fue una banda argentina formada en el año 1979 por Alejandro De Michele (ex Pastoral) y Gustavo Montesano (ex Crucis).
Merlín fue uno de los primerísimos intentos de hacer new wave en Argentina, cuyo público roquero aún estaba apegado a los sonidos folk y progresivos de los '70.

## Historia
En el año 1979, Alejandro De Michele ex Pastoral se une a Gustavo Montesano (exintegrante de Crucis) para darle forma a este grupo de estilo new wave. La banda grabó el primer álbum homónimo en 1979 y lo presentaron en el teatro Astral, en marzo de 1980.
En agosto del 79, Alejandro se reúne con un músico que llegaba de Estados Unidos: Gustavo Montesano. «Cuando él llegó de Estados Unidos nos pusimos en conversaciones y pensamos en hacer algo juntos. Esto comenzó cuando decidí disolver a Capitán Fantasía. Las expectativas son muy similares. Hace unos años, Gustavo estaba haciendo una música que, para entonces, era virtuosa (me refiero a Crucis). A él lo conozco más musical que humanamente, pero coincidimos en hacer una música clara, entendible. No se trata de demostrar virtuosismo, nivel de composición o lo que sea. Cuándo charlé con Gustavo al principio, quedamos en que antes de decidir si formábamos o no el grupo, debíamos escuchar la música que estábamos componiendo individualmente. Si eran muy dispares, no podíamos hacer la chantada de formalizar un remiendo, porque nunca salen bien. Cuando escuché la música de Gustavo me pareció muy linda; no me saca de la frecuencia en la que yo estaba internamente. Estamos trabajando muy fuerte, cuidando de todos los detalles musicales, de no hacer injertos. Los temas son individuales, pero ponemos lo mejor de nosotros para que suenen como tienen que sonar, como nosotros queremos», declararía Alejandro en la Revista Pelo.
Así nació Merlín. «El nombre de la banda fue una sugerencia e idea de Alejandro que tanto a mi como a la compañía discográfica nos gustó y adoptamos inmediatamente«. Y mientras Gustavo aportó a un virtuoso tecladista que se trajo desde Estados Unidos, Roberto Villacé, Alejandro puso la base rítmica de Capitán Fantasía, con el dúo de Frank Ojstersek en bajo y Daniel Colombres en batería.
Pronto, muy pronto, la reunión se transformaría en disco, de Sazam Records, el cual produciría Oscar López y se comenzó a grabar apenas dos meses después de que Alejandro y Gustavo se decidieran a trabajar juntos. Y el resultado fue excelente; diez temas que se suceden con alternancias de ambos líderes, que combina lo sinfónico y progresivo, con una onda más folk, letras poéticas y la voz única y a toda potencia que aportaba Alejandro, toques clásicos del 4 x 4, una base potente, puntaladas del incipiente new wave y virtuosismo con gran gusto.
Mientras se grababan los últimos temas del disco, el bajista Frank Ojstersek abandona la banda y es reemplazado por el entonces sesionista Gustavo Donés.
Con el disco bajo el brazo los shows comenzaron a aparecer. La presentación oficial se programó para el 21 de marzo de 1980 en el Teatro Astral. La imagen de los artistas, así como fue la del disco, reflejaba los primeros indicios del Pop. Pero no fue la primera presentación del grupo. Ya venían tocando. En febrero de ese año fueron convocados para lo que fue la serie de presentaciones organizadas por la propia compañía discográfica, «Parquerama 80«, en la Rural, con conciertos todos los viernes del mes. Allí tocarán, entre otros, Seru Giran, Raúl Porchetto, Nito Mestre, Miguel Ángel Erausquin, Pappos’s Blues, obviamente, nuestros amigos de Merlín. La banda del Carpo y la Alejandro y Gustavo serían los encargados de animar el primer show.
Pero un año después de aquel primer encuentro entre Alejandro y Gustavo, Merlín ya no existía más. El grupo nunca pudo consolidarse como tal y eso llevó a que las marcadas diferencias conceptuales de ambos líderes se acentuaran.

## Después de Merlín
- Alejandro De Michele retornó con el dúo Pastoral hasta su trágica muerte ocurrida el 20 de mayo de 1983 a la edad 28 años.
- Gustavo Montesano viajó a Europa y trabajó como productor del grupo español Olé Olé.
- Gustavo Donés después de formar parte de Merlín, integró la banda Suéter junto con Miguel Zavaleta hasta su muerte por cáncer en 2007.
- Daniel Colombres formó parte de Suéter, grabó los dos primeros discos de Skay Beilinson y actualmente integra la banda de Lito Nebbia La Luz.
- Frank Ojstersek formará parte de Jade, la banda que acompañó a Luis Alberto Spinetta en los 80.

## Miembros
- Alejandro De Michele: Guitarra y Voz
- Gustavo Montesano: Guitarra y voz
- Frank Ojstersek: Bajo
- Gustavo Donés:  Bajo
- Roberto Villacé: Teclados
- Daniel Colombres: Batería

## Merlín (álbum)
Año de lanzamiento: 1980
Lista de temas:
1. Tragaluz de plata
2. Té en París
3. Payaso olvidado
4. Démonos cuenta
5. Malambus pomposo
6. Quería ser el mejor
7. Donde todo parece irreal
8. Un trozo de eternidad
9. Hurra por la nena
10. En vez de hablar del camino